# Ferdinandstraße 12 (Mönchengladbach)

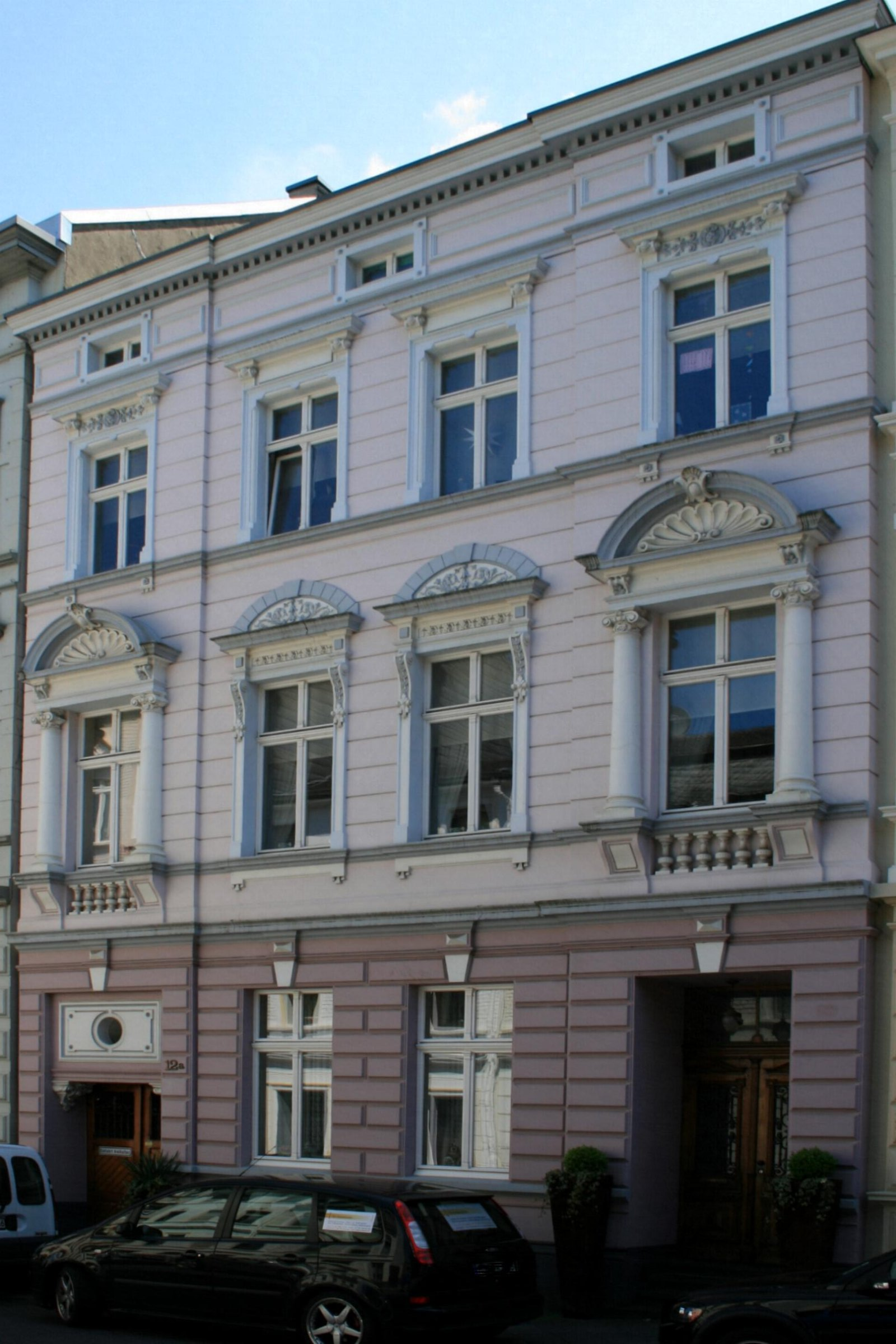
Wohnhaus (2010)

Das Wohnhaus Ferdinandstraße 12 steht in Mönchengladbach (Nordrhein-Westfalen).
Das Gebäude wurde 1897 erbaut. Es ist unter Nr. F 029 am 7. September 1995 in die Denkmalliste der Stadt Mönchengladbach eingetragen worden.

## Architektur
Im nördlichen Stadterweiterungsgebiet unmittelbar vor der die Hermann-Piecq-Anlage überspannenden Eisenbahnbrücke steht das vierachsige Wohnhaus von drei Geschossen mit ausgebautem Drempel und zweigeschossigem Anbau. Klappsymmetrisch gegliederte Fassade mit zwei risalitartig vorgezogenen Außenachsen; horizontal gegliedert durch Sohlbank- und Stockwerksimse.
Das durch Quader- und Schlusssteinimitation strukturierte Erdgeschoss zeigt neben den beiden schmucklosen Fensteröffnungen rechts den tief eingeschnittenen Wohnungseingang und links eine breite Tordurchfahrt. Die Wandfläche beider Obergeschosse ist durch Fugenschnitt gegliedert; das erste Obergeschoss im Sinne einer Beletage durch kräftig hervorgehobene Architekturteile ausgezeichnet. Abgesehen von den als liegende Rechtecke formierten Drempelfenstern, sind alle Fenster der Fassade gleichförmig hochrechteckig ausgebildet. Im ersten Obergeschoss sind sie betont durch segmentbogig übergiebelte Ädikulaimitationen (in den Außenachsen) und gebälktragende Pilasterstellungen mit flach aufgetragener Bekrönungsornamentik; im zweiten Obergeschoss gerahmt mit einer schlichteren, gebälküberkrönten Einfassung. Als Abschluss ein flach geneigtes Satteldach.